# Heidenbach (Fecht)
Der Heidenbach ist ein knapp anderthalb Kilometer langer, nördlicher und linker Zufluss der Fecht in den Vogesen  auf dem Gebiet der elsässischen Stadt Munster.

## Verlauf
Der Heidenbach entspringt auf einer Höhe von etwa 558 m in den Mittelvogesen in einem Mischwald knapp einen halben Kilometer nordöstlich des Munsterer Dorfes Haslach.
Er fließt zunächst in südlicher Richtung durch ein enges Kerbtal das an den Hängen rechts und links von Laubmischwald bewachsen ist. Er zieht dann östlich am Fuße des 545 m hohen Narrensteins entlang, passiert danach das nach ihm benannte Dorf. Er läuft nun westlich am Galgenberg vorbei und erreicht dann den Nordrand von Munster. Er fließt dort an einem Friedhof entlang und verschwindet kurz darauf verdolt in den Untergrund.
Er quert noch die  Départementsstraße 417, hier Route de Gunsbach genannt und mündet schließlich von Norden kommend in Munster  auf einer Höhe von etwa 365 m unterirdisch verrohrt direkt gegenüber dem Erlebnisbad La Piscine von links in die aus dem Südwesten heranziehende Fecht.